# Parti social-démocrate d'Ukraine (unifié)
Ne doit pas être confondu avec Parti social-démocrate ukrainien.
Pour les articles homonymes, voir Parti social-démocrate.
Le Parti social-démocrate d'Ukraine (unifié) (SDPU (O) - en ukrainien : Соціал-демократичної партії України (o)) est un parti politique d'Ukraine.
Le SDPU compte 20 députés au parlement ukrainien en août 2005, le groupe étant présidé par Leonid Kravtchouk, un ancien président ukrainien qui a adhéré en 1998.

## Histoire
Son origine remonterait au XIXe siècle.
L'histoire récente est assez complexe. La première scission eut lieu lors du congrès constitutif en mai 1990, après deux jours de débats. Du coup, furent créés deux partis alternatifs : OSDPU et le SDPU.
En octobre 1991, au second congrès extraordinaire, le SDPU décida de soutenir Vyacheslav Chornovil comme candidat présidentiel et de soutenir l'indépendance ukrainienne au référendum. Le député du peuple Olexandr Suhoniako fut élu comme nouveau leader du parti pour remplacer le président du bureau Andriy Nosenko. En mai 1992, au 3e congrès, nouveau changement à la tête du parti, avec le député Yuriy Zbitniev. 
Suhoniako ayant souhaité organiser une plateforme sociale-libérale au sein du parti le quitta à l'automne 1992. Il soutint Leonid Koutchma comme Premier ministre, en faisant partie de l'alliance Nouvelle Ukraine.
À la fin de 1992, les deux partis social-démocrates fusionnèrent. Le nouveau parti se baptisa SDPU (O) mais cette fusion fut assez malaisée. Aucun des 3 parlementaires du SDPU ne réussirent à faire partie de la Rada lors des élections parlementaires de 1994. Qui plus est Volodymyr Moskovka fut classé 21e sur 23 candidats dans sa circonscription. Mais deux nouveaux députés furent élus (Yuriy Buzduhan et Hryhoriy Rychahov), le second devenant président de commission.
En mai 1994, le parti se scinda à nouveau. Au 6e congrès, un groupe de délégués dirigés par Yuriy Buzduhan (pour l'essentiel les anciens OSDPU) contestèrent le choix de Yuriy Zbitniev comme nouveau président. Deux nouveaux partis, avec deux noms identiques se reformèrent.
En décembre 1994, la décision fut prise de fusionner les SDPU de Zbitniev avec le Parti des droits de l'homme (dirigé par Vassyl Onopenko) ainsi que le Parti ukrainien de la justice (dirigé par Mykhailo Hrechka). En janvier 1995, la fusion était faite. Mais les SDPU de Buzduhan accusèrent le nouveau parti de fraude. Et Mykhailo Hrechka fut expulsé de son parti de la Justice en avril 1995.
À la suite d'autres péripéties, c'est Victor Medvedtchouk qui prit les rênes du parti (après avoir obtenu la carte de ce parti en 1994 mais en ayant aussi appartenu aux Parti des Droits de l'homme dirigé par Vassyl Onopenko).
Victor Medvedtchouk est toujours président du parti après le XVe congrès en 2000.